# Роуккенъярви
Ро́уккенъя́рви (фин. Roukkeenjärvi) — озеро на территории Поросозерского сельского поселения Суоярвского района Республики Карелия.

## Общие сведения
Площадь озера — 1,9 км², площадь бассейна — 261 км². Располагается на высоте 166,4 метров над уровнем моря.
Форма озера лопастная, вытянутая с северо-запада на юго-восток. Берега каменисто-песчаные, частично заболоченные.
С севера в озеро втекает река без названия, текущая из озёр Хулларинъярви, Куотилампи и Питкяярви.
С северо-востока в озеро втекает река Вуоттойоки, а с северо-запада вытекает река без называния, которая, протекая ниже по течению через озеро Варпаярви, втекает в Койтайоки.
В озере расположены несколько небольших островов без названия, количество которых зависит от уровня воды.
Код водного объекта в государственном водном реестре — 01050000111102000011394.